# Welton (Iowa)
Welton ist eine Kleinstadt (mit dem Status „City“) im Clinton County im Osten des US-amerikanischen Bundesstaates Iowa. Das U.S. Census Bureau hat bei der Volkszählung 2020 eine Einwohnerzahl von 121 ermittelt.

## Geografie
Welton liegt im Zentrum des Clinton County auf 41°54′29″ nördlicher Breite und 90°35′43″ westlicher Länge und erstreckt sich über 0,71 km². Der Ort liegt rund 35 km westlich des Mississippi, der die Grenze zu Illinois bildet. Die Grenze zu Wisconsin befindet sich rund 70 km nördlich. Welton ist die einzige selbstständige Gemeinde in der Welton Township.
Benachbarte Orte von Welton sind Delmar (10,9 km nördlich), Charlotte (16,6 km nordöstlich), DeWitt (12,3 km südsüdöstlich), Grand Mound (14,2 km südsüdwestlich) und Maquoketa (20,3 km nordnordwestlich).
Die nächstgelegenen größeren Städte sind Dubuque (70,7 km nördlich), Rockford in Illinois (171 km ostnordöstlich), die Quad Cities (44,3 km südlich) und Cedar Rapids (111 km westlich).

## Verkehr
Die östliche Umgehungsstraße von Welton bildet der U.S. Highway 61. Alle weiteren Straßen sind untergeordnete, teils unbefestigte Fahrwege sowie innerörtliche Straßen.
Der nächstgelegene Flugplatz ist der 25,6 km nordwestlich gelegene Maquoketa Municipal Airport; der nächstgelegene größere Flughafen ist der 56,8 km südlich gelegene Quad City International Airport.

## Demografische Daten
Nach der Volkszählung im Jahr 2010 lebten in Welton 165 Menschen in 61 Haushalten. Die Bevölkerungsdichte betrug 232,4 Einwohner pro Quadratkilometer. In den 61 Haushalten lebten statistisch je 2,7 Personen.
Ethnisch betrachtet setzte sich die Bevölkerung zusammen aus 96,4 Prozent Weißen; 3,6 Prozent (sechs Personen) stammten von zwei oder mehr Ethnien ab. Unabhängig von der ethnischen Zugehörigkeit waren 0,6 Prozent der Bevölkerung (eine Person) spanischer oder lateinamerikanischer Abstammung.
27,9 Prozent der Bevölkerung waren unter 18 Jahre alt, 60,0 Prozent waren zwischen 18 und 64 und 12,1 Prozent waren 65 Jahre oder älter. 52,7 Prozent der Bevölkerung war weiblich.

Das mittlere jährliche Einkommen eines Haushalts lag bei 56.458 USD. Das Pro-Kopf-Einkommen betrug 19.666 USD. 8,9 Prozent der Einwohner lebten unterhalb der Armutsgrenze.